# Apropiación original
El principio de apropiación original (homestead principle en inglés) o ley del primer ocupante es parte esencial de la ética liberal clásica y la anarquista propietarista. El principio de apropiación original establece que la colonización y transformación pacífica es la condición para que un recurso que no tiene dueño se convierta en propiedad privada legítima. 
Según este principio, cualquier recurso que no haya sido "mezclado" con el trabajo de alguien, o que haya sido abandonado por su anterior propietario, es considerado como recurso sin dueño. La primera persona que "mezcle" su trabajo con el recurso se convierte en su propietario legítimo, al ser imposible físicamente separar la acción del objeto. El uso del término "mezclar trabajo" proviene del filósofo del siglo XVII, Locke, quien enuncia el principio de la siguiente manera:

...cada uno de los hombres es propietario de su propia persona. Nadie sino él tiene derecho sobre ella. Podemos decir que el trabajo de su cuerpo y las obras de sus manos son estrictamente suyos. Cuando aparta una cosa del estado que la naturaleza le ha proporcionado y depositado en ella y mezcla con ella su trabajo, le añade algo que es suyo, convirtiéndola así en su propiedad. Ahora existe a su lado, separada del estado común de la naturaleza puesta en ella. Con su trabajo le ha añadido algo que la excluye del derecho común de las demás personas. Dado que este trabajo es propiedad indiscutible del trabajador, nadie puede tener derecho sobre aquello que ha añadido...

Una vez que un recurso, previamente sin dueño, se ha convertido de esta forma en propiedad legítima de un individuo, la única manera justa en que la propiedad puede ser transferida a otra persona, de acuerdo al principio de libertad individual o al axioma de no-agresión, es a través de intercambios voluntarios (ej. comercio) o por medio de regalos o donaciones (ya que estos principios prohíben el uso de la violencia, excepto en defensa propia). 
En esta ética de la propiedad, la escasez juega un papel fundamental. La escasez de bienes es fuente de conflictos sobre ellos por parte de diversos actores humanos, mientras con los bienes abundantes la ausencia de conflictos permite que sean recursos libres. El muy posible conflicto sobre un recurso escaso, da lugar a la necesidad de reglas éticas para regular su uso. Por tanto, la función social y ética fundamental de los derechos de propiedad es prevenir los conflictos interpersonales sobre recursos escasos. Como apunta el filósofo y economista Hans Hoppe:

Sólo porque existe la escasez existe un problema para formular leyes morales; mientras los bienes sean sobreabundantes (bienes “libres”) no resulta posible que haya conflicto sobre su uso y no se necesitan acciones de coordinación. Por tanto, se deduce que cualquier ética correctamente concebida debe formularse como una teoría de la propiedad, es decir, una teoría sobre la asignación de derechos de control exclusivo sobre bienes escasos. Porque sólo entonces resulta posible evitar conflictos de otra forma inevitables e irresolubles.

La posesión según el criterio de apropiación original de la propiedad privada, es tanto un punto de vista ético-jurídico como  económico. Es bastante preferible, según esta idea, que la intervención del Estado respecto a la propiedad sea muy limitada e inclusive nula, apelando en vez de ello a tratados mutuos y voluntarios, esto último asegura que no existan privilegios monopólicos hacia algún sector de la sociedad o agresiones injustificadas. Además al entregar responsabilidad, con la capacidad de volver rentable al bien, desincentiva el mantenerlo abandonado o sin uso (contrastar con Tragedia de los comunes). Esto volvería innecesaria y contraproducente la acción del gobierno respecto a la tierra, la teoría de la apropiación original reconoce que la propiedad natural (sin coacción ni fraude) no siempre coincide con la legal.